# Lama Gezocht
Lama Gezocht was een zevendelig Nederlands televisieprogramma uit 2007 van BNN waarin men op zoek ging naar een nieuwe "lama" voor de komische improvisatieserie De Lama's. Het programma werd gepresenteerd door Patrick Lodiers met hulp van Filemon Wesselink tijdens de voorrondes.

## Opbouw
Lama Gezocht bestond uit zeven afleveringen bestaande uit drie voorrondes, gevolgd door drie tussenrondes en tot slot een finale. In de voorrondes moesten de potentiële "lama's" in groepjes van vier (met een enkele uitzondering waarin vijf lama's optraden) voor een klein publiek en de jury kort laten zien wat zij konden. Alleen zij die drie stemmen van de jury kregen, mochten door naar de volgende ronde.
Na een korte afvalrace aan het begin van aflevering vier, moesten de overgebleven kandidaten een korte show geven voor een groter publiek. Uiteindelijk koos de jury acht "lama's" die door mochten. Zij kregen in de volgende aflevering begeleiding van een professional om nog beter te worden in het improviseren en het groepswerk. Nadat er twee kandidaten waren afgevallen gaven de overgebleven zes een show in het Koninklijk Theater Carré. Daarvoor werden zij begeleid door de voormalige lama's Arie Koomen en Sara Kroos.
De finale op 23 februari 2007 ging tussen Alain Rinckhorst, Rob Kemps en Ad-Just Bouwman. Ad-Just wist het programma met de meeste stemmen te winnen. Als hoofdprijs zou hij voortaan te zien zijn in het programma De Lama's. Na eerst gast te zijn geweest in de eerste aflevering van seizoen 6, was hij in aflevering zes van hetzelfde seizoen ook lid van het vaste team. Na deze uitzending werd bekendgemaakt dat hij niet verder zou gaan bij het programma omdat zijn stijl niet aansloot bij die van het programma.

## Jury
De jury bestond uit:
- Justus van Oel, schrijver voor theater en televisie
- Arjen Lubach, improvisatie-theatermaker
- Ellemijn Veldhuijzen van Zanten, comedy-actrice
- Alexander Nijeboer, cabaret recensent voor de Volkskrant

3 op Reis ·
Afkicken ·
De allerslechtste echtgenoot van Nederland ·
Atletico Ananas ·
AVRO's Sterrenslag ·
Baby te huur ·
De Badgasten ·
De beste ·
Bitches ·
Bloed, Zweet en Luxeproblemen ·
Break Free · 
Cash Cab ·
Comedy Live ·
Costa! ·
Crazy 88 ·
Dennis en Valerio vs de rest ·
Dennis vs Valerio ·
Doe Maar Normaal ·
Egoland ·
Feuten ·
Finals ·
Floortje en de ambassadeurs · 
Floortje naar het einde van de wereld ·
Get Smarter in a Week ·
Golden Oldies ·
De Grote Donorshow ·
Hey DJ ·
Je zal het maar hebben ·
Je zal het maar zijn ·
Kannibalen ·
Katja vs Bridget ·
Katja vs De Rest ·
Kebab TV ·
De Klimaatpolitie ·
Lama gezocht ·
De Lama's ·
Lijst 0 ·
Loverboys ·
MaDiWoDoVrijdagshow ·
De Man met de Hamer ·
Mystery Party ·
De Nationale Eettest ·
De Nationale IQ Test ·
Neuken doe je zo! ·
De Nieuwste Show ·
Nu we er toch zijn ·
Onderweg naar Morgen ·
Over Mijn Lijk ·
Ranking the Stars ·
Rat van Fortuin ·
Ruben vs Geraldine ·
Ruben vs Katja ·
Ruben vs Sophie ·
Het schnitzelparadijs ·
De School ·
De slechtste chauffeur van Nederland ·
Sluipschutters ·
Smeris ·
De Social Club ·
Spuiten en Slikken ·
De Stalkshow ·
StartUp ·
Sterretje Gezocht ·
Stop in the Name of Love ·
Tessa ·
Tequila ·
Top of the Pops ·
Try Before You Die ·
Van God Los ·
Vier handen op één buik ·
VOC ·
Vrijdag op Maandag ·
Waar kan ik je 's nachts voor wakker maken? ·
Walhalla ·
Weg met BNN ·
De Zeven Zeeën